# Каллус

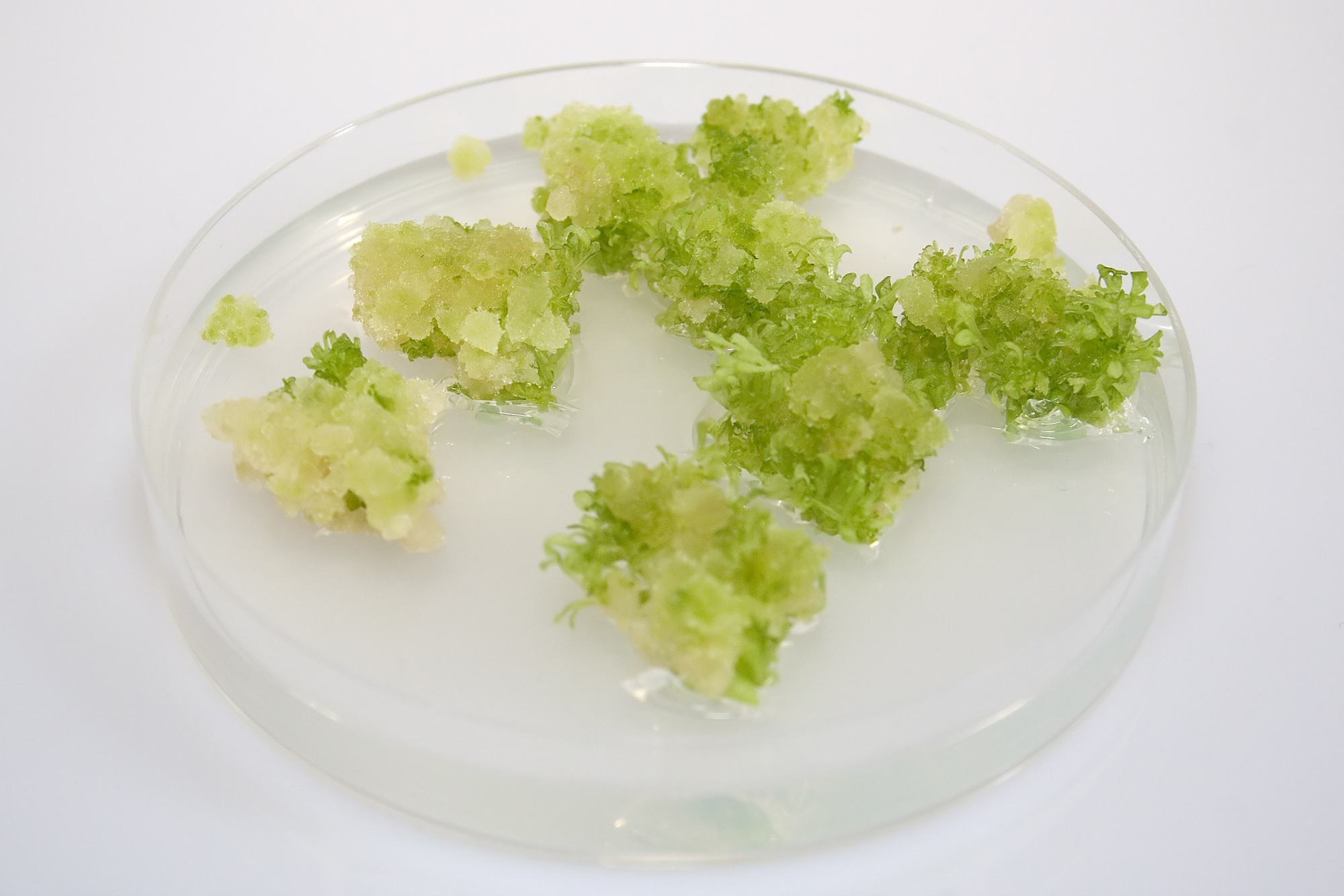
Каллус Nicotiana tabacum

В биотехнологии каллусом называют недифференцированные (потерявшие специализацию) клетки, являющиеся тотипотентными и способными поэтому дать начало целому растению. Являются объектом клеточной инженерии. В биологии растений каллусом называют также клетки, образующиеся на раневой поверхности растения в виде опробковевающей ткани, которая возникает в результате деления пограничных с раной клеток.
Каллусная ткань способствует зарастанию ран, срастанию прививок и т. д.

## Открытие цитокининов
Исследования проводились на выращивании каллуса, образовавшегося из изолированной ткани сердцевины стебля табака на питательной среде (Ф. Скуг и К. Миллер). Было показано, что клетки каллуса в стерильной культуре через определённое время прекращают деление. Деление клеток возобновляло вещество кинетин, не найденное в растениях. Однако в растениях были найдены близкие химические соединения — цитокинины.